# When You’re Strange: Music from the Motion Picture
When You’re Strange: Music from the Motion Picture  (с англ. — «Когда ты чужой — музыка из кинофильма») — саундтрек к документальному фильму режиссёра Тома ДиЧилло When You’re Strange о творчестве группы The Doors, выпущенный в апреле 2010 года. Саундтрек содержит 14 композиций с 6 студийных альбомомв The Doors, совмещённых с записями с различных фестивалей и телешоу. Стихи Джима Моррисона читает Джонни Депп.
По способу компоновки — стихи, перемежаемые музыкой — альбом сильно напоминает альбом The Doors An American Prayer.

## Список композиций
1. «Poem: Cinema» — 0:25
2. «Poem: The Spirit of Music» — 0:22
3. «Moonlight Drive» — 3:01
4. «Poem: The Doors of Perception» (Уильям Блэйк) — 0:08
5. «Break on Through (To the Other Side)» (Live from the Isle of Wight, August 29, 1970) — 4:59
6. «Poem: A Visitation of Energy» — 0:05
7. «Light My Fire» (Live from the Ed Sullivan Show, September 17, 1967) — 3:05
8. «Interview: To really be a superstar» (Джим Моррисон) — 0:14
9. «Five to One» — 4:27
10. «Poem: Wasting the Dawn» — 0:25
11. «When the Music’s Over» (Live from Television-Byen, Gladsaxe, Copenhagen, Denmark, September 18, 1968) — 12:27
12. «Interview: The Doors» — 0:29
13. «Hello, I Love You» — 2:39
14. «Interview: Dead serious» (Джим Моррисон) — 0:08
15. «People Are Strange» — 2:10
16. «Poem: Inside the Dream» — 0:14
17. «Soul Kitchen» — 3:32
18. «Poem: We Have Been Metamorphosized» — 0:15
19. «Poem: Touch Scares» — 0:08
20. «Touch Me» — 3:28
21. «Poem: Naked We Come» — 0:09
22. «Poem: O Great Creator of Being» — 0:08
23. «The End» — 11:29
24. «Poem: The Girl of the Ghetto» — 0:26
25. «L.A. Woman» — 7:57
26. «Poem: Crossroads» — 0:10
27. «Roadhouse Blues» (Live from the Felt Forum, New York, January 17, 1970) — 4:07
28. «Poem: Ensenada» — 0:14
29. «Riders on the Storm» — 7:16
30. «Poem: As I Look Back» — 0:11
31. «The Crystal Ship» — 2:32
32. «Poem: Goodbye America» — 0:24

## Участники записи
- Джим Моррисон — вокал.
- Рэй Манзарек — клавишные.
- Робби Кригер — гитара.
- Джон Денсмор — ударные.